# إزنزارن
مجموعة إزنزارن (بالأمازيغية: ⵉⵥⵏⵥⴰⵕⵏ) هي فرقة موسيقية مغربية أمازيغية تغني بتشلحيت.

## التأسيس
تأسست إزنزارن سنة 1972 بمدينة أكادير في المغرب من طرف مجموعة الأعضاء المؤسسون مثل عبد العزيز الشامخ ولحسن بوفرتال وعبد الهادي إڭوت ومصطفى الشاطر ومولاي إبراهيم الطالبي.
انقسمت المجموعة سنة 1975 إلى مجموعتين بعد عدم اتفاق مؤسسيها على نوعية الموسيقى التي سيقدًمونها. نتج عن هذا الإنقسام إنشاء كل من مجموعة إزنزارن عبد الهادي ومجموعة إزنزارن الشامخ بقيادة عبد العزيز الشامخ.

## التسمية
حملت المجموعة عند تأسيسها اسم إزنزارن والذي يعني بالأمازيغية أشعة الشمس. وبعد انقسامها غيرت الاسم إلى مجموعة إزنزارن عبد الهادي نسبة إلى قائد الفرقة عبد الهادي إڭوت. عرفت رغم ذلك باسم إزنزران فقط.

## الأعضاء
تكونت مجموعة إزنزارن في بداياتها من الأعضاء المؤسسون للمجموعة إزنزارن. وبعد انقسامها غادرها عبد العزيز الشامخ. التحق بالمجموعة العديد من الأعضاء مثل محمد حنفي وحسن بيري وعبد الله أو بلعيد.
توفي العديد من الأعضاء السابقين في المجموعة مثل عبد العزيز الشامخ ولحسن بوفرتال. فيما يعاني مصطفى الشاطر مع المرض.

## الأعمال الفنية
لدى مجموعة إزنزارن عدة أغاني معروفة على صعيد المغرب وغنت حول عدة مواضيع اجتماعية كالفقر بالمغرب عامة وسوس خاصة.
من أهم أغاني المجموعة:
- إمًي حنًا (والدتي)
- الزين (الجمال)
- واد إتمودًون (المسافر)
- ألڭماض (الأفعى)

كما شاركت المجموعة في العديد من المهرجان الوطنية والدولية من أبرزها مهرجان موازين بالرباط ومهرجان تيميتار بأكادير ومسرح الأولمبيا بباريس.